# Дамур, Огюстен-Алексис
Огюстен-Алексис Дамур (фр. Augustin Alexis Damour; 1808—1902) — французский минералог.

## Биография
Родился 19 июля 1808 года в Париже в семье дипломата.
После окончания парижского лицея Жюли, поступил на службу в отдел дипломатической почты Министерства иностранных дел. В 1837 году стал кавалером ордена Почетного легиона. Государственную карьеру закончил в должности заместителя директора департамента в 1853 году. За многолетнюю службу во внешнеполитическом ведомстве Франции получил награду офицера ордена Почетного легиона.
В 1854 году Огюстен-Алексис Дамур вышел в отставку и всецело посвятил себя минералогии; последняя обязана ему многочисленными анализами таких минералов, состав которых в то время был весьма мало известен. Результаты своих работ помещал в «Comptes rendus de l’Académie des Sciences de Paris», «Annales de mines», «Annales de chimie et de physique», «Bulletin de la Société géologique» и др.
С 1862 года Дамур состоял членом-корреспондентом парижской академии наук, а в 1878 году стал её полным членом. Член-корреспондент СПбАН c 03.12.1876 по физико-математическому отделению (разряд физических наук — минералогия, геология и палеонтология). Императорское Санкт-Петербургское минералогическое общество в 1883 году избрало Дамура почетным членом.
Умер 22 сентября 1902 года в Париже.
В 1845 году его коллега — А. Делесс назвал тонкочешуйчатую разновидность мусковита из Морбиана (провинция Бретань, Франция) в честь Огюстена-Алексиса Дамура — дамуритом (в настоящее время этот термин не употребляется).